# Medelyan

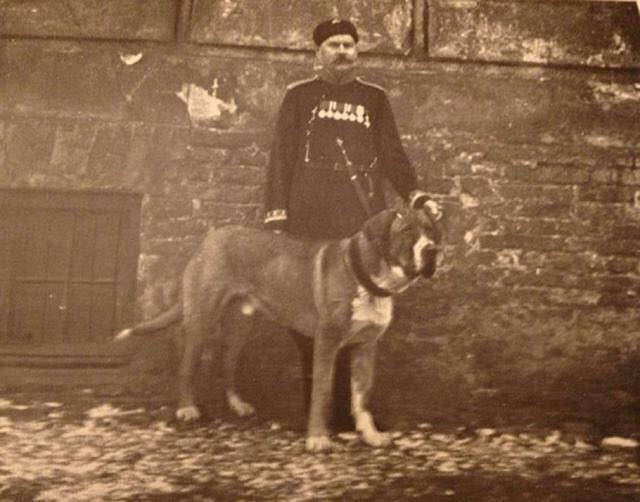
Medelyan dog

Il cane Medelyan o Medlen o Mastino russo (Русский мастиф) o Medelyanskaya Sobaka  era un cane molosso di origine Russa scomparso dopo la rivoluzione d'ottobre.

## Storia

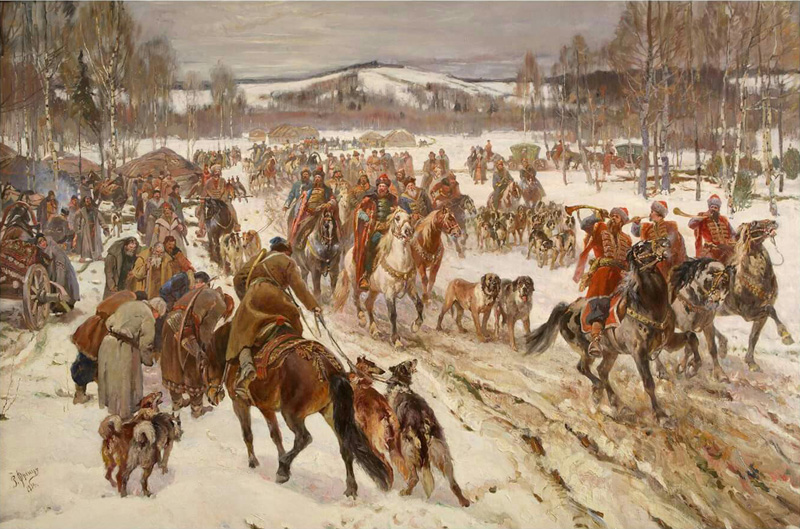
Frenz, Viaggio di caccia del boiardo, 1914, Alexander Palace, Pushkin

La prima testimonianza di questo cane risale al XV secolo, ai tempi di Basilio II di Russia. 
Fino alla metà del XIX secolo, il mastino russo è stata una razza canina preferita della nobiltà russa ed era utilizzato per la ricerca e la caccia agli orsi.
Il mastino russo viene menzionato nei "I fratelli Karamazov" di Fëdor Dostoevskij, in "Bestia" di Nikolaj Semënovič Leskov e in "Bulba" (Bulka) di Leo Tolstoi, dove viene descritta una lotta tra un mastino russo e un orso.
È presente in un quadro di A. Frenz "Viaggio di caccia del boiardo", 1914, Alexander Palace, Pushkin.

## Caratteristiche
Era un cane enorme arrivando ad avere fino a 90 cm di altezza al garrese e fino 110 kg. di peso.

A causa del divieto di caccia agli orsi del 1860 la razza diminuì molto di numero; successivamente con la scomparsa degli Zar si estinse del tutto.